# 諏訪神社 (新宿区)
諏訪神社（すわじんじゃ）は、東京都新宿区高田馬場にある神社。地名を冠して新宿諏訪神社（しんじゅくすわじんじゃ）とも称される。
JR・東京メトロまたは西武鉄道の高田馬場駅の南東約350mの市街地に鎮座する。 徳川家の鷹狩と深いつながりを持ち、絵馬などが保管されている。古より眼病・諸病に霊験有りとする地下霊水が湧き出している。

## 縁起
弘仁年間（810 - 824年）の創建と伝えられ、小野篁により大国主命・事代主命を祀ったのがはじまりとされる。松原神社と命名されたが、徳川義直により諏訪神社と改名。
かつては付近一帯が当神社にちなみ諏訪町（すわちょう）と呼ばれていたが、住居表示による町名変更により、地名としては消滅した。現在では諏訪通りや諏訪町交差点などに名を残している。

## 歴史
- 弘仁年間（810 - 824年）：創建[2]。
- 承和年間（834 - 848年）：真雅僧正により再営[2]。
- 永承年間（1046 - 53年）：源頼義・義家父子祈願、凱陣の際に武器を納める[2]。
- 文治5年（1189年）：源頼朝祈願。頼義・義家父子を当社境内に白旗社として祀る[2]。
- 建長6年（1254年）：北条時頼が厳島神社を境内に祭祀[2]。
- 応仁3年（1469年）：春、太田道灌が社殿を再営[2]。
- 江戸時代初期：徳川義直が信濃国の諏訪神を勧請、合祀。諏訪神社と改称。[2]
- 江戸時代初期：後水尾天皇により武御名方命を合祀[2]。
- 寛永年間（1624 - 44年）：徳川家光により造営[2]。 徳川家綱が老鷹を奉納して以後、代々徳川家の老鷹が奉納[2]。
- 明和年間（1764 - 72年）：徳川家治により、祭神を江戸城内の紅葉山及び吹上（浜離宮）へ遷座[2]。
- 天保6年（1835年）：社務所より出火し、神庫・末社に至るまで焼失[2]。
- 明治3年（1871年）：氏子一同により社殿を修復[2]。
- 明治15年（1882年）：明治天皇の行幸の際、神酒・鴨を奉納。
- 昭和18年（1943年）：行幸史跡に指定。
- 昭和55年（1980年）：老朽化により新社殿を落成[2]。

## 文化財
塞神三柱の塔（さいのかみみはしらのとう） - 新宿区登録有形民俗文化財
区内で唯一の塞神塔。天和2年（1682年）に建立された。
- その他、鷹狩にちなむ絵馬、貴重な絵馬が保管されている。

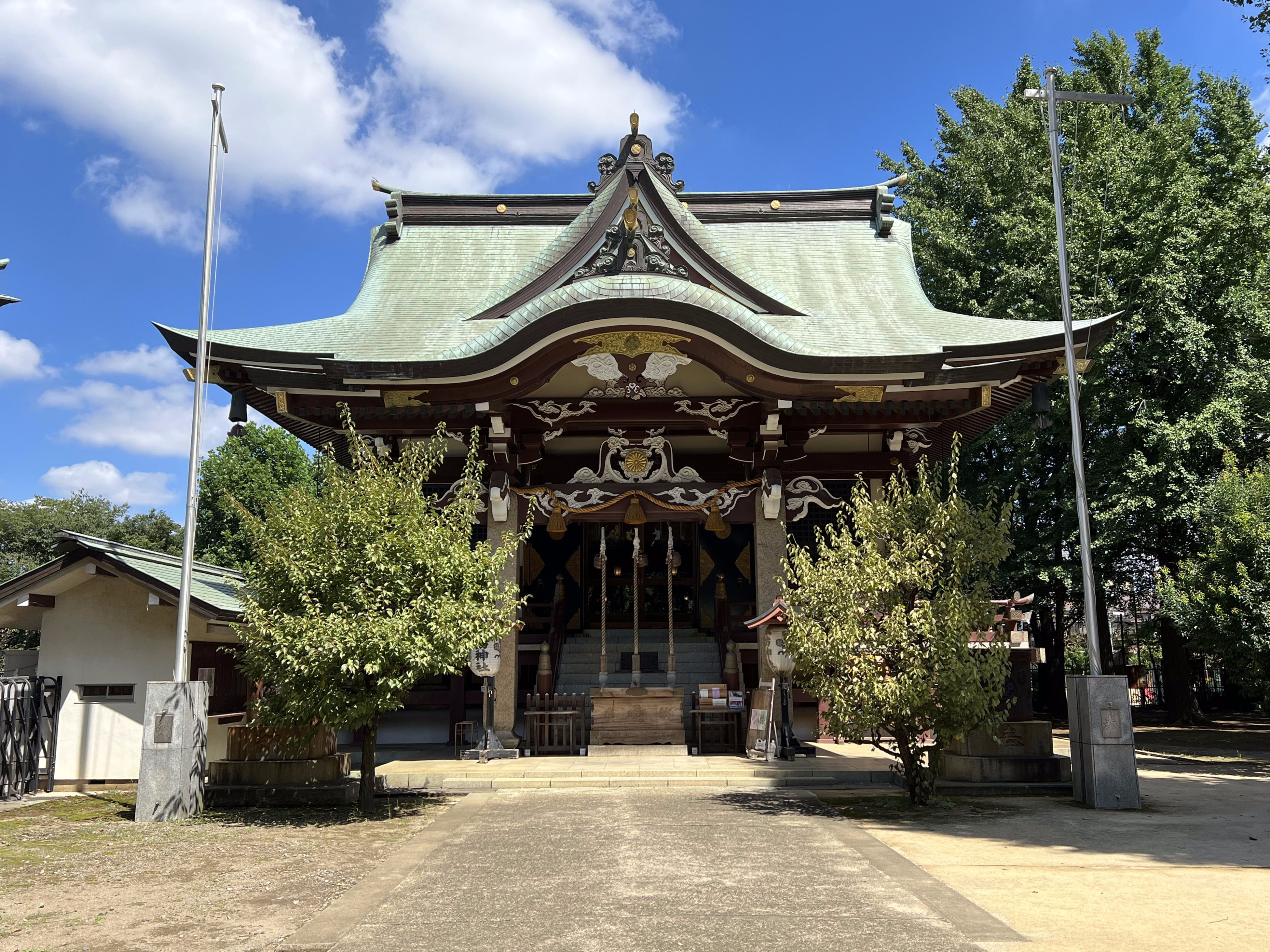
拝殿
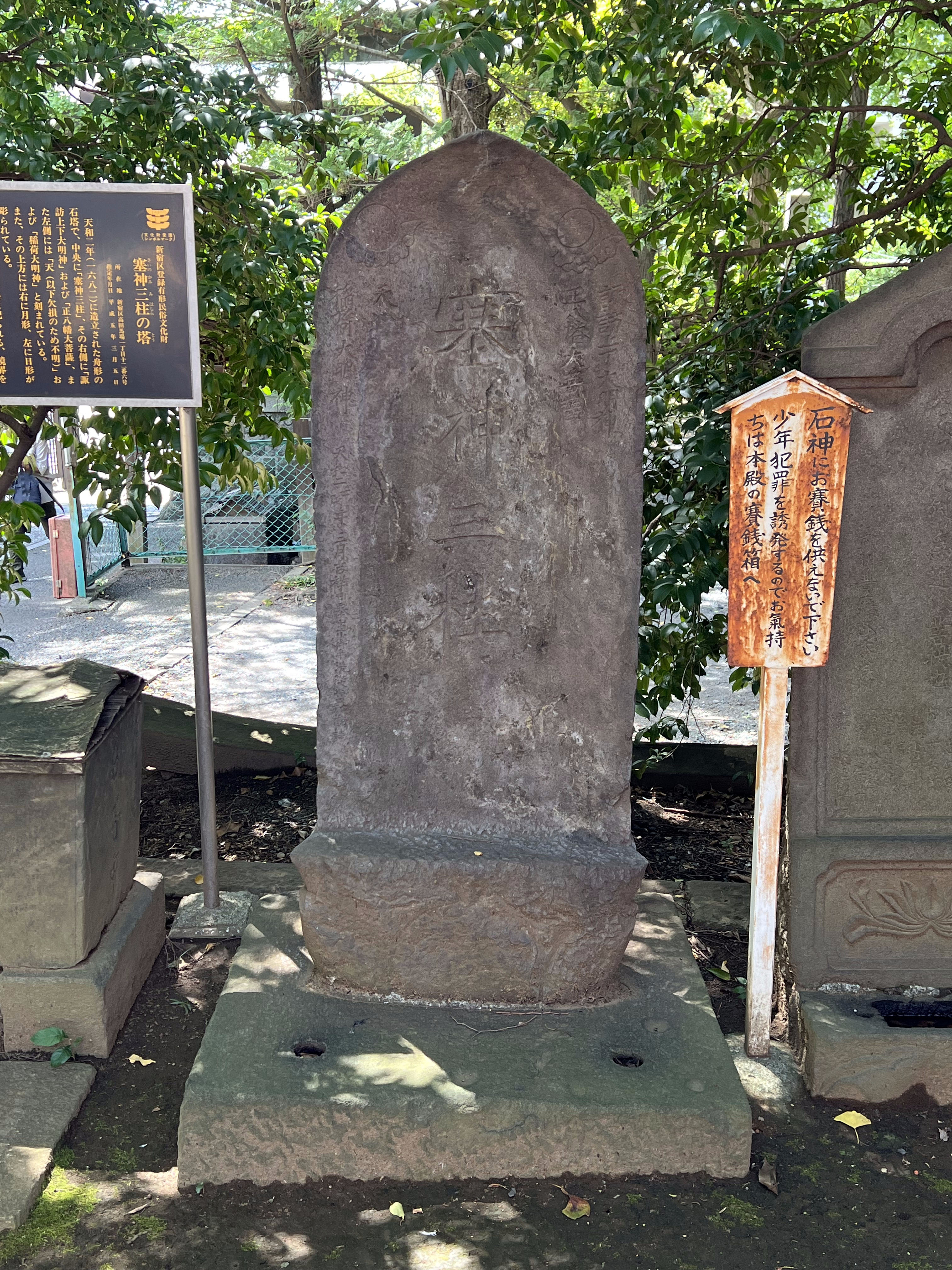
塞神三柱の塔

## 交通
- JR山手線・西武新宿線・地下鉄東西線高田馬場駅より徒歩10分
- 地下鉄副都心線西早稲田駅より徒歩1分

## 氏子地域
- 新宿区高田馬場一丁目1～3･4（一部）･5（一部）･6（一部）･7～16･17（一部）･18～24･25（一部）･27（一部）･28～34･35（一部）
- 新宿区高田馬場二丁目18（一部）
- 新宿区大久保一丁目3～6･7･9～10･14～16、二丁目～三丁目（全域）
- 新宿区西早稲田二丁目14（一部）･16（一部）･17･18（一部）･19～20･21（一部）
- 新宿区新宿七丁目26～27（各一部。旧西大久保二丁目）
- 新宿区百人町四丁目4～9（旧戸塚町四丁目）
- 新宿区下落合一丁目7（一部）･12～13･17（旧上戸塚村の部分）